# Estação Bercy
Bercy é uma estação das linhas 6 e 14 do Metrô de Paris, localizada no 12.º arrondissement de Paris.

## Situação
A estação se situa no cruzamento da rue de Bercy, na qual se situa a linha 14, ao sul, e do boulevard de Bercy na qual se situa a linha 6, a leste do cruzamento.

## História
A estação foi aberta em 1 de março de 1909. Ele era servida então pela linha 6. A linha 14 serve a estação depois da criação desta linha em 15 de outubro de 1998.
O nome da estação vem da rue e do boulevard de Bercy.
É em uma carta de 1134 de Luís VI o Gordo que se encontra vestígios do lugarejo sob a menção: insula de Bercilliis. Ao longo dos séculos desenvolveu o senhorio de Bercy com um castelo magnífico e um vasto domínio cobrindo um terço da comuna de Bercy. Esta última foi em grande parte anexada a Paris em 1860. Os herdeiros do domínio, os Nicolai, o alienaram e o castelo foi demolido.
Em 2011, 5 565 249 passageiros entraram nesta estação. Ela viu entrar 5 473 870 passageiros em 2013, o que a coloca na 69ª posição das estações de metrô por sua frequência.
Em 16 de julho de 2018, vários painéis nominativos de estações foram temporariamente substituídos para celebrar a vitória da Seleção da França na Copa do Mundo de Futebol de 2018, como em cinco outras estações. Bercy foi humoristicamente renomeada como "Bercy les Bleus" por jogo de palavras como um agradecimento aos jogadores da seleção francesa.

## Serviços aos Passageiros

### Acessos
- Acesso 1 - Bercy Arena: duas escadas e um elevador, place du Bataillon-du-Pacifique
- Acesso 2 - Rue Corbineau: uma escada no 48, boulevard de Bercy

### Plataformas
A estação da linha 6 é de configuração clássica, com duas plataformas laterais enquadrando as vias. A decoração é do estilo utilizado pela maioria das estações do metrô: as telhas de cerâmica brancas biseladas recobrem os pés-direitos, os tímpanos e a abóbada e os quadros publicitários são metálicos. O nome da estação é escrito nas placas esmaltadas em fonte Parisine, as faixas de iluminação têm uma forma tubular e os bancos de madeira estão à disposição dos passageiros.
A arquitetura da estação da linha 14 segue os princípios definidos por Bernard Kohn para toda a linha 14 desde 1991. A estação está portanto conforme as outras estações da linha, tanto pela escolha dos materiais (abóbadas em concreto claro, madeira nos tetos, etc.) quanto a iluminação e a altura do teto e das plataformas mais largas do que a média no metrô parisiense.

### Intermodalidade
A estação é servida pelas linhas 24 e 87 da rede de ônibus RATP e, à noite, pelas linhas N32, N35 e N130 da rede de ônibus Noctilien.

## Projeto
No âmbito da extensão da linha 14 e de sua passagem para os trens de oito carros, é previsto para criar um novo acesso secundário a leste da estação, rue de Bercy. Este acesso vai incluir uma permanente escada localizada na calçada em números ímpares lado da rua, bem como de duas acesso, equipado com escadas e mecânica, localizada na calçada de mão em mão, perto da Gare de Paris-Bercy (no cruzamento com a rue Corbineau). Este novo acesso será equipado com elevadores entre as plataformas e a rue de Bercy. Por outro lado, no nível de acesso 1, os espaços de circulação de passageiros serão adaptados, a sala dos bilhetes serão alargadas para 450 m², com escadas e espaços de circulação ampliados. Estas instalações deverão estar prontos até 2017.
Além disso, este trabalho irá melhorar a correspondência entre a estação da linha 14 e a Gare de Paris-Bercy.

## Pontos turísticos
- Bercy Arena
- Ministério da Economia e das Finanças
- Parc de Bercy
- Gare de Paris-Bercy-Borgonha-País de Auvérnia

Galeria de fotografias
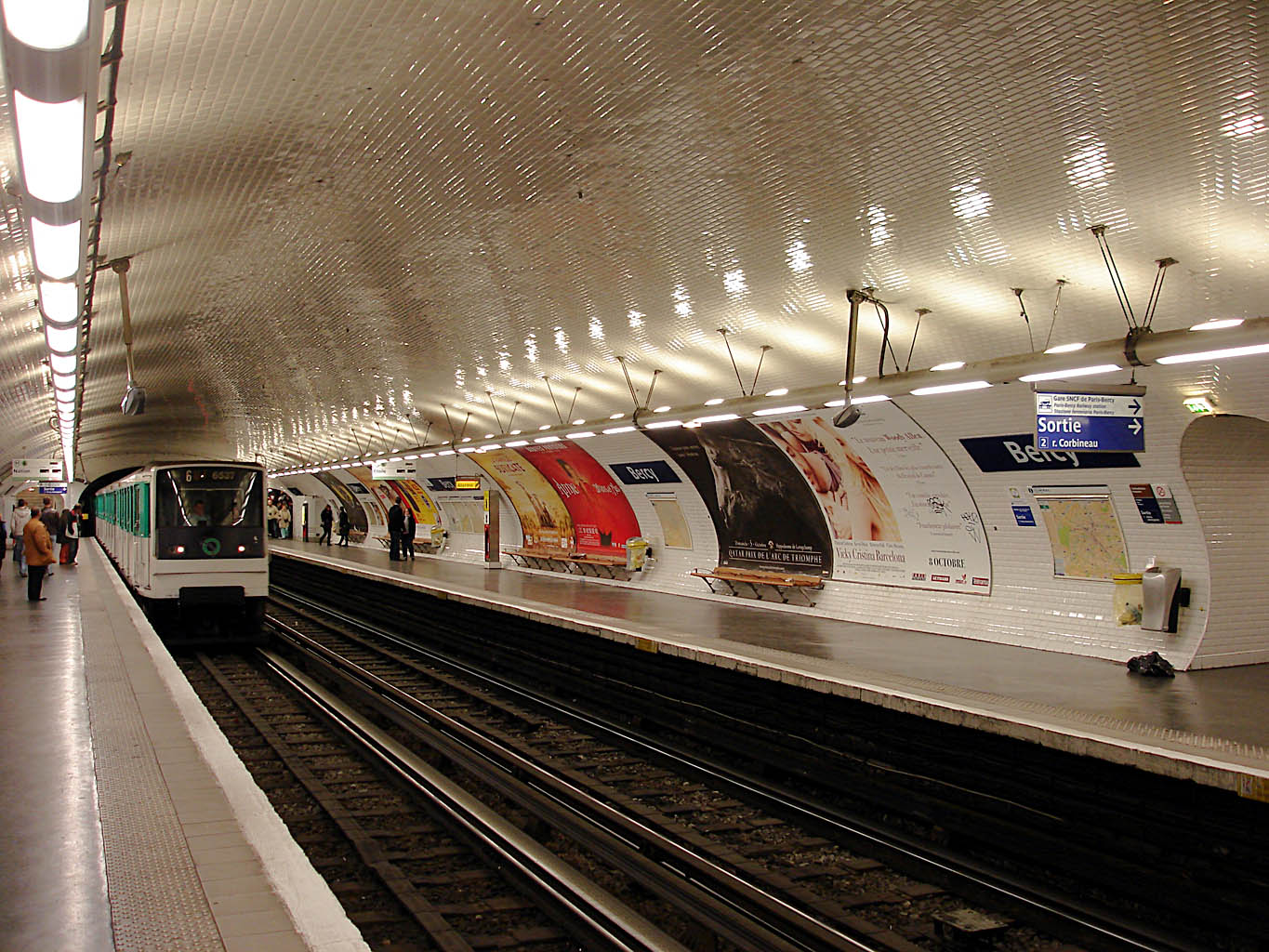
Plataformas da linha 6
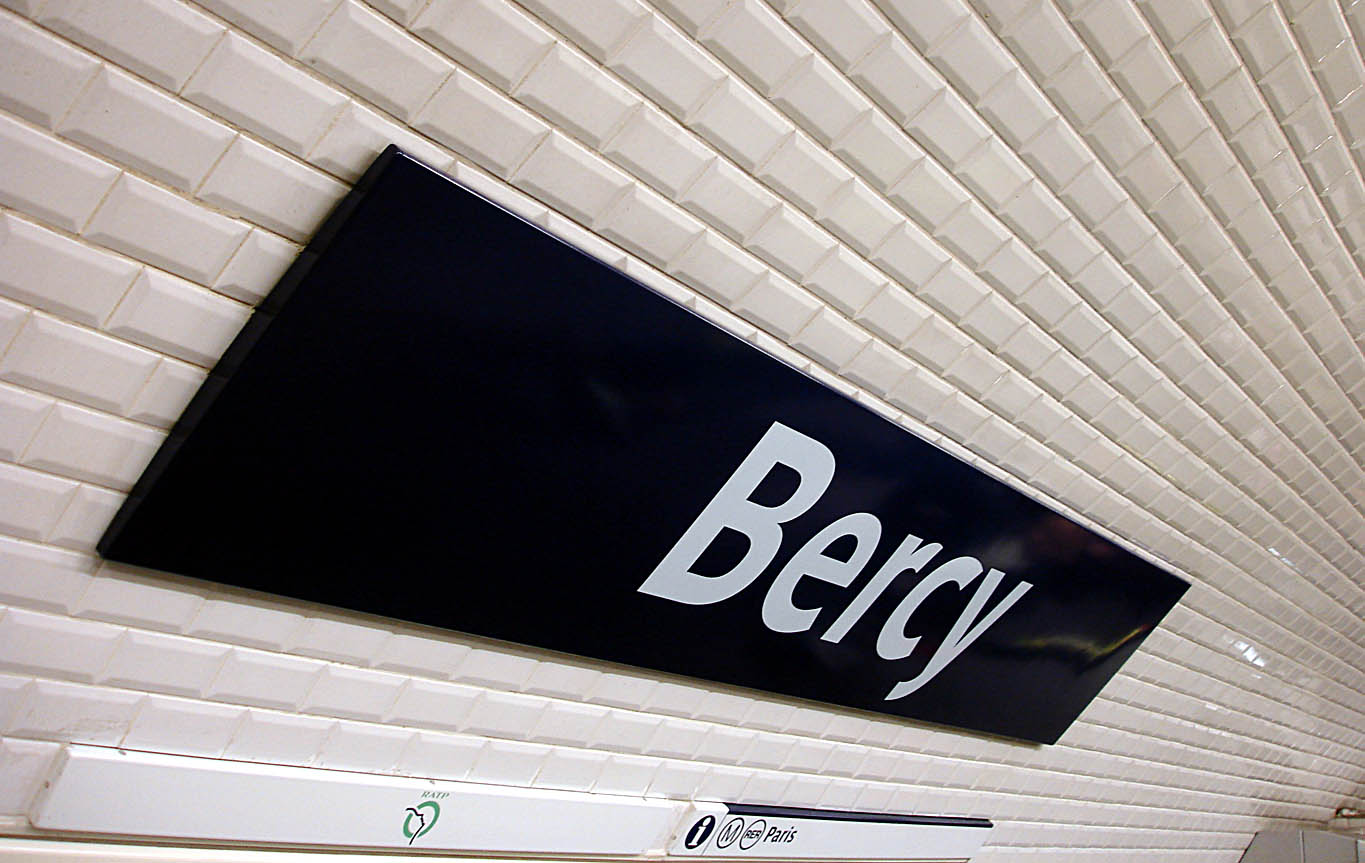
Nome da estação (linha 6)
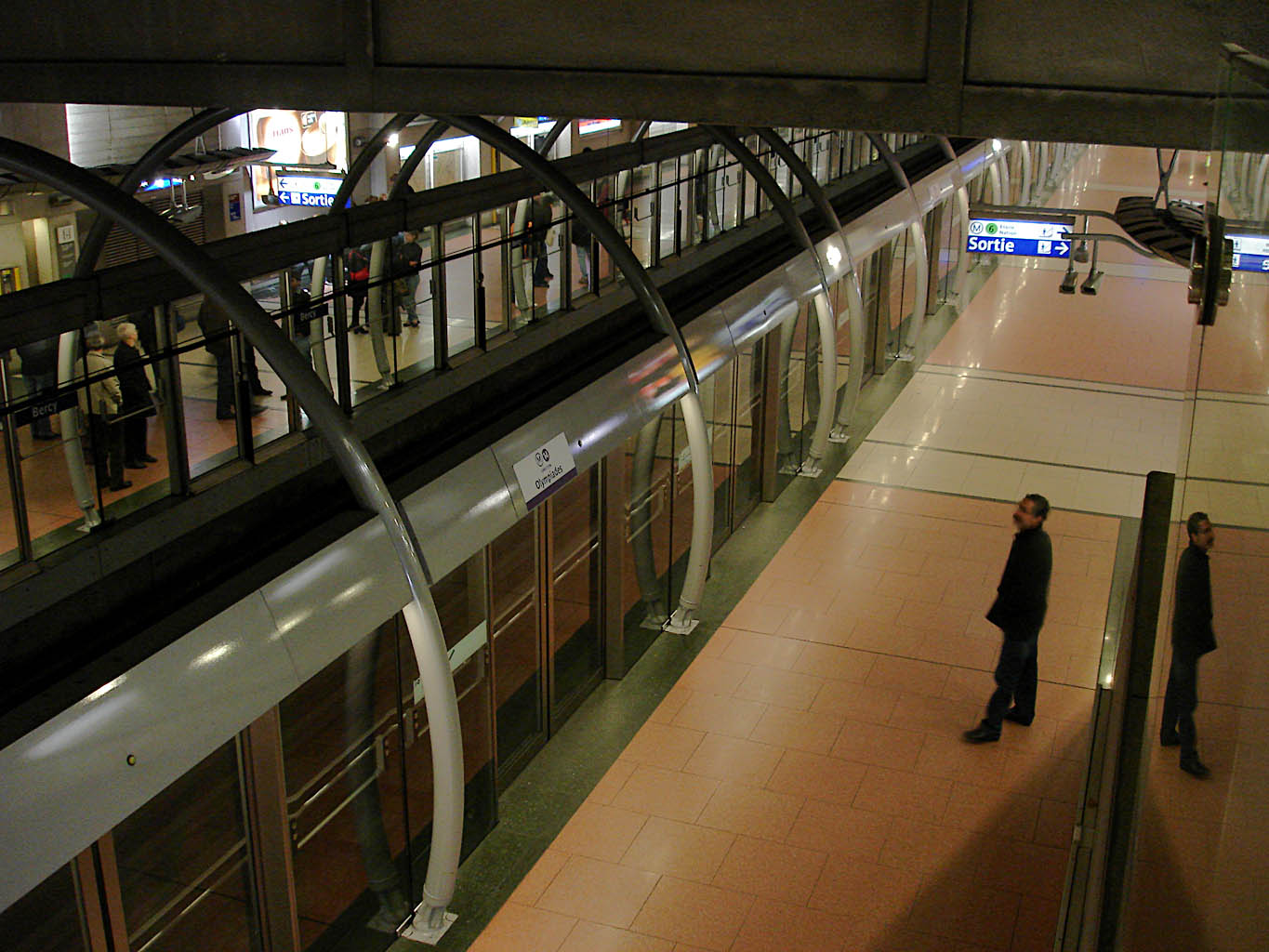
Plataformas da linha 14 vistas depois do mezanino.
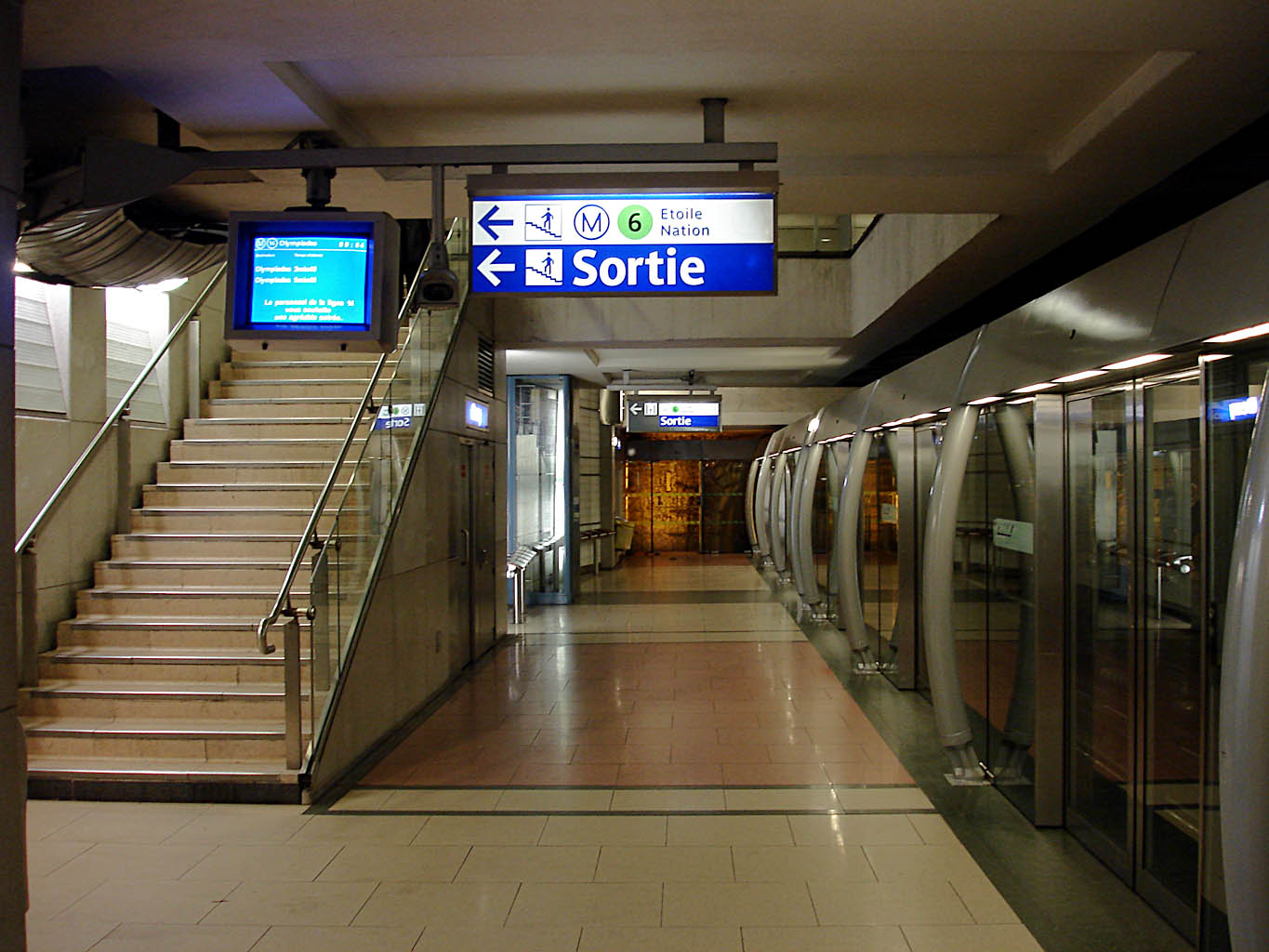
Plataforma da linha 14 para Olympiades